# Barbican Estate
Le Barbican Estate est un domaine résidentiel dans la Cité de Londres.

## Caractéristiques
Il est situé à proximité du Centre des arts de Barbican, du Musée de Londres, de l'École de musique et d'art dramatique du Guildhall, de la Bibliothèque publique de Barbican (en), de l'École de filles de la Cité de Londres, et d'un YMCA, tout ceci formant le Complexe de Barbican (en).
L'origine du nom vient du français « barbacane » (rempart). On peut y voir un reste de rempart romain ainsi que les vestiges d'une tour médiévale.
Dans ce dédale de béton, architecture typique des années 1970, avec sa « dalle » réservée aux piétons et des érections de plusieurs dizaines d'étages pour les tours, on trouve des bassins ainsi que l'église saint-Gilles, reconstruite.

## Galerie

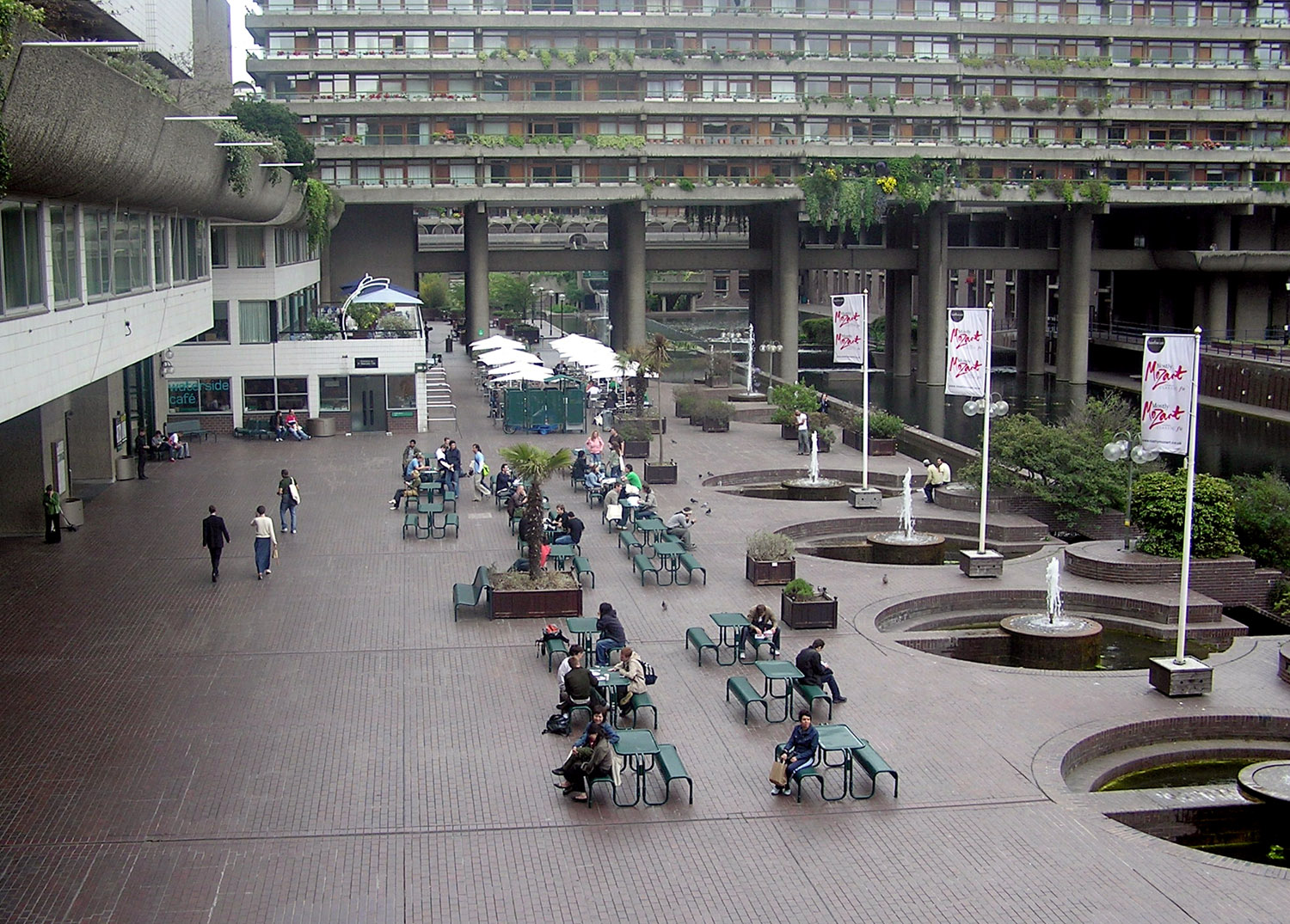
La cour centrale de Barbican : un espace à la fois privé, semi-public et public.
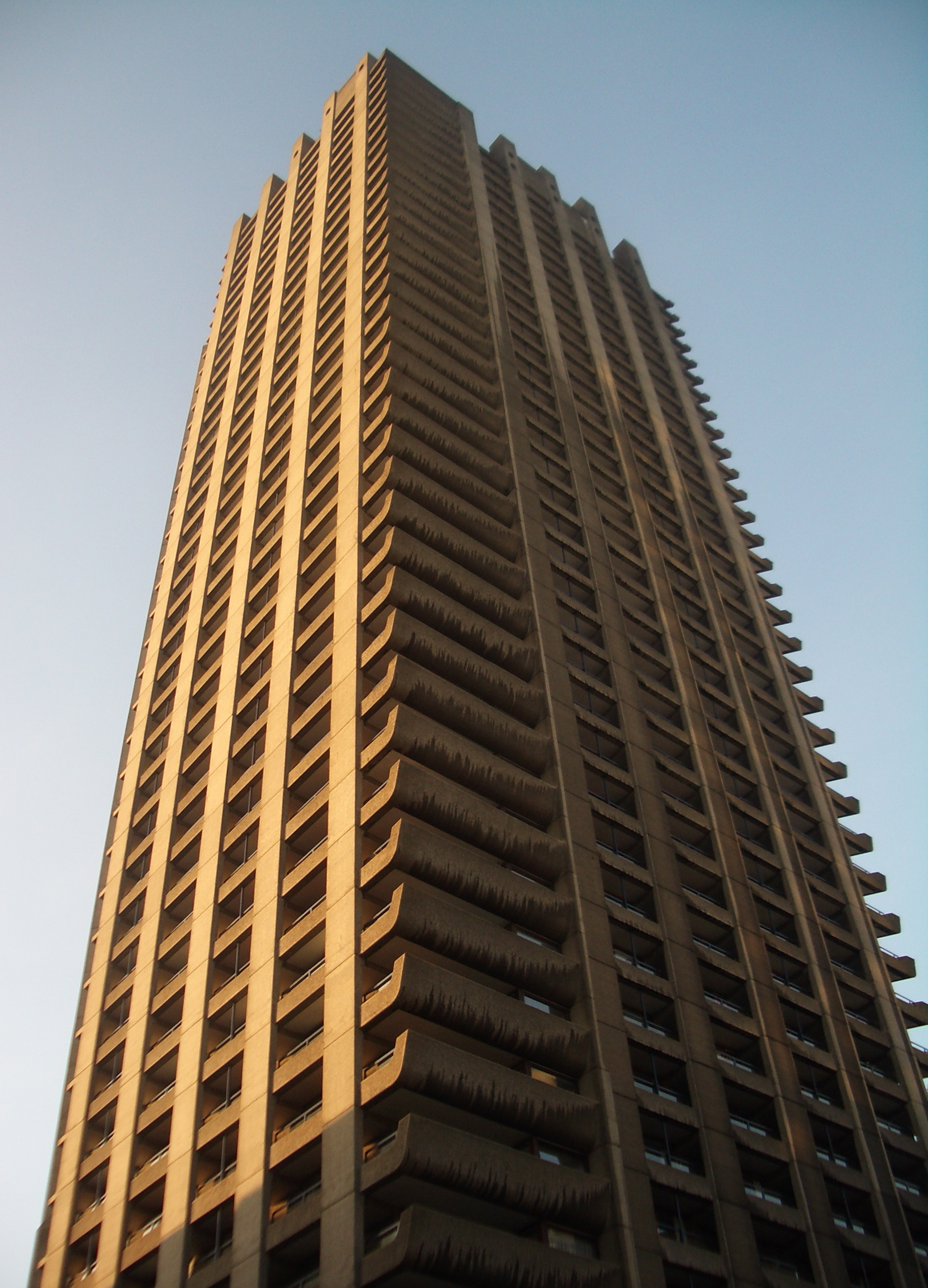
Shakespeare Tower, une des trois tours résidentielles
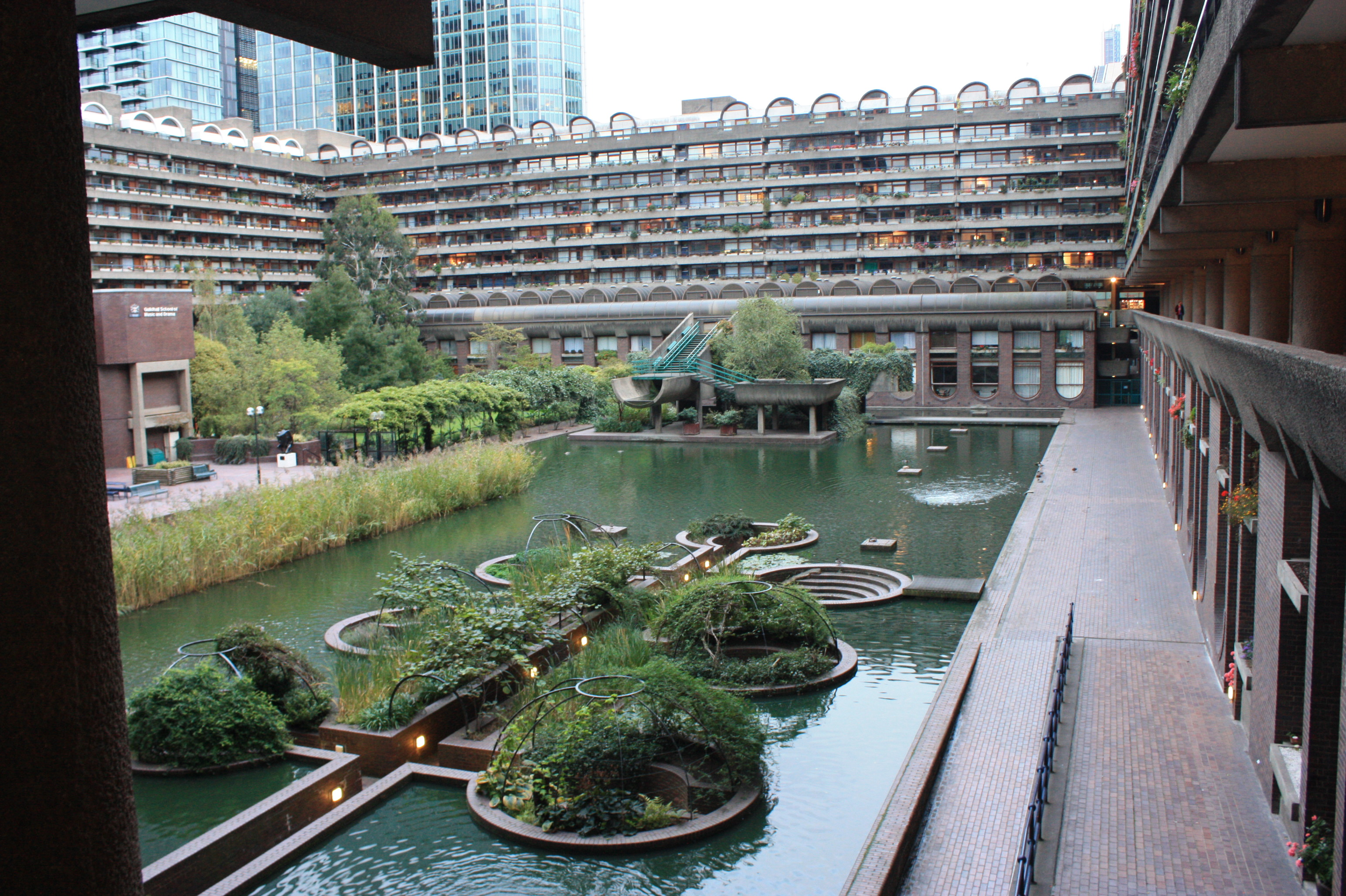
Les mares centrales.
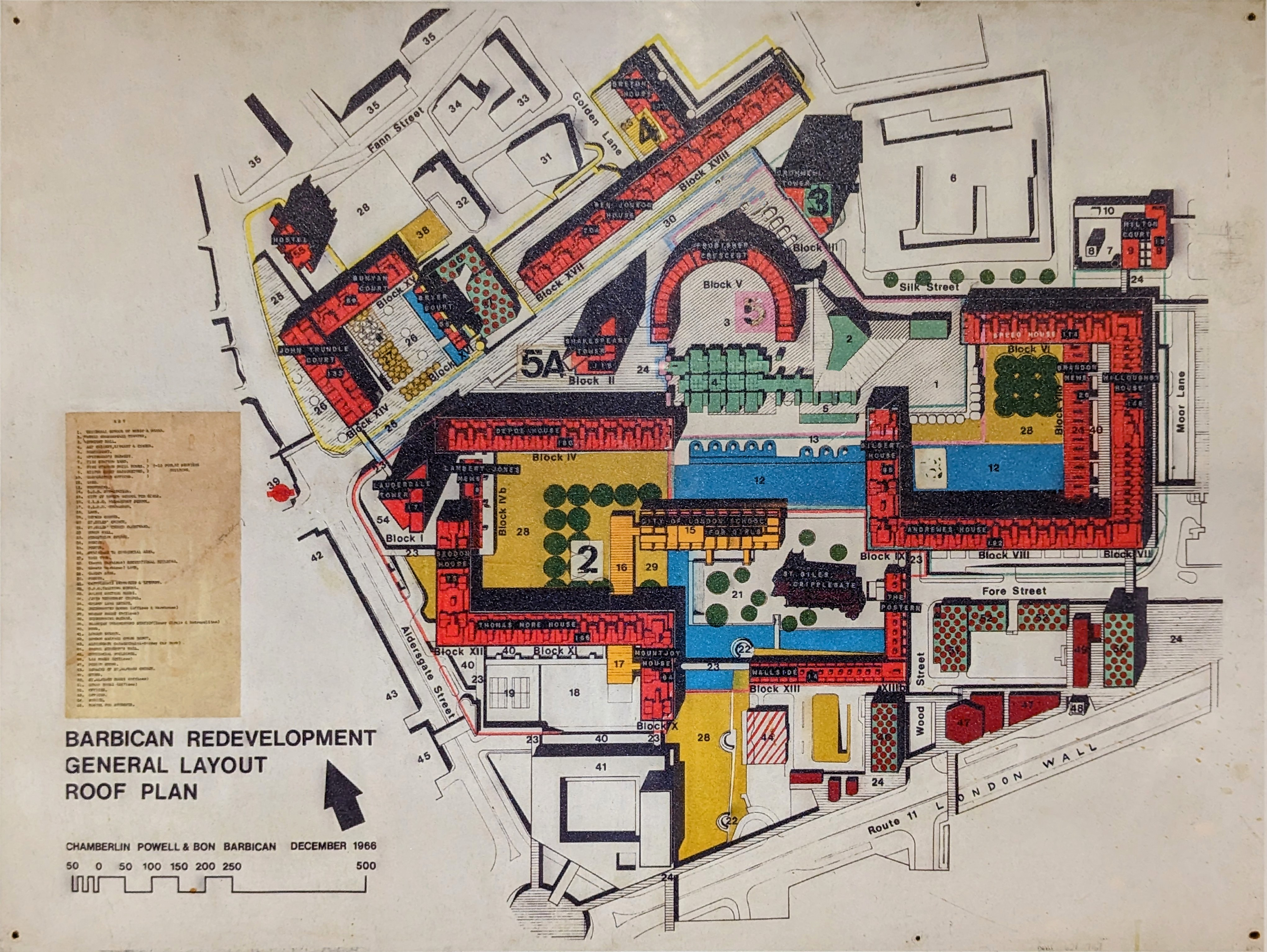
Plan de développement du domaine